# 2389 Дібай
2389 Дібай (2389 Dibaj) — астероїд головного поясу, відкритий 19 серпня 1977 року.
Тіссеранів параметр щодо Юпітера — 3,450.